# Министерство водных ресурсов и ирригации Казахстана
Министерство водных ресурсов и ирригации Республики Казахстан (каз. Қазақстан Республикасы Су ресурстары және ирригация Министрлігі) является государственным органом Республики Казахстан, осуществляющим руководство в формировании и реализации государственной политики, координации процессов управления в сферах контроля в области использования и охраны водного фонда, водоснабжения, водоотведения и ирригации.
Министерство образовано на основании Указа Президента Республики Казахстан N 318 от 01 сентября 2023 года, путем выделения из Министерства экологии и природных ресурсов с передачей функций и полномочий в области использования и охраны водного фонда, водоснабжения, водоотведения.

## Структура
- В состав министерства входит следующее ведомство:

1) Комитет водного хозяйства Министерства водных ресурсов и ирригации Республики Казахстан;

## Министры
Народный комиссариат водного хозяйства
Образован на основании Указа Президиума Верховного Совета КазССР от 25 февраля 1940 г. В марте 1946 г. преобразован в Министерство водного хозяйства КазССР.
1. Бектасов, Ашимбек Жунусбекович март 1940 г. — январь 1942 г.
2. Рыбаков, Александр Михайлович январь 1942 г. — октябрь 1945 г.
3. Юсупов, Исмаил Абдурасулович октябрь 1945 г. — март 1946 г.

Министр водного хозяйства Казахской ССР
1. Юсупов, Исмаил Абдурасулович
2. Дауленов, Салькен Дауленович (1954-1957)
3. Начальник главного управления водного хозяйства при Совете Министров Казахской ССР — Сарыкулов, Дуйсенкул.
4. Председатель Государственного комитета Совета Министров Казахской ССР по использованию и охране поверхностных и подземных водных ресурсов — Тажибаев, Лашкар Есенкулович. (каз.)
5. Министр мелиорации и водного хозяйства Казахской ССР — Сарсембаев, Султан Момынович.
6. Министр мелиорации и водного хозяйства Казахской ССР — Тыныбаев, Абубакир Алиевич.
7. Министр мелиорации и водного хозяйства Казахской ССР — Кипшакбаев, Нариман Кипшакбаевич.
8. министр мелиорации и водного хозяйства Казахской ССР — Гончаров, Виктор Александрович,

Министерство, начиная со дня образования, возглавлял 1 человек:
| № | Ф.И.О.            | Дата начала и окончания работы на посту |
| 1 | Нуржан Нуржигитов | с 4 сентября 2023                       |